# Poljica Kozička
Poljica Kozička falu Horvátországban, Split-Dalmácia megyében.

## Fekvése
Makarskától légvonalban 19, közúton 43 km-re keletre, községközpontjától légvonalban 14, közúton 21 km-re északnyugatra, Közép-Dalmáciában, a Biokovo-hegység és a hercegovinai határ közötti hegyes területen fekszik. Közigazgatásilag Vrgorachoz tartozik. Közúton legjobban az A1-es autópálya mellett fekvő Kozicáról közelíthető meg.

## Története
Területe a régészeti leletek tanúsága szerint már az ókorban is lakott volt. A térség első ismert népe az illírek egyik törzse a dalmátok voltak, akik a magaslatokon épített, jól védhető erődített településeikben laktak. Jelenlétüket számos a település határában megtalálható halomsírok igazolják. A rómaiak hosszú ideig tartó harcok után csak az 1. században hódították meg ezt a vidéket. Az illírek elleni 9-ben aratott végső győzelem után békésebb idők következtek, de a római kultúra csak érintőleges hatással volt erre a térségre. A horvát törzsek a 7. század végén és a 8. század elején telepedtek le itt, ezután területe a neretvánok kenézségének Paganiának a részét képezte. A török a 15. század második felében szállta meg ezt a vidéket, mely a 18. század elején szabadult fel végleg a több mint kétszáz éves uralma alól. A török uralom után a település a Velencei Köztársaság része lett. A török uralom végével a környező településekkel együtt népesült be, a betelepülők ferences szerzetes vezetésével főként a szomszédos Hercegovinából érkeztek. A lakosság főként földműveléssel és állattartással foglalkozott, de a határhoz közeli fekvésénél fogva eleinte még gyakran kellett részt vennie a velencei-török összecsapásokban. A velencei uralomnak 1797-ben vége szakadt és osztrák csapatok vonultak be Dalmáciába. 1806-ban az osztrákokat legyőző franciák uralma alá került, de Napóleon lipcsei veresége után 1813-ban újra az osztrákoké lett. 1857-ben 803, 1910-ben 1184 lakosa volt. 1918-ban az új Szerb-Horvát-Szlovén Állam, majd később Jugoszlávia része lett. A település a háború után a szocialista Jugoszláviához került. 1991 óta a független Horvátországhoz tartozik. 2011-ben 172 lakosa volt.

## Lakosság
| Lakosság változása | Lakosság változása | Lakosság változása | Lakosság változása | Lakosság változása | Lakosság változása | Lakosság változása | Lakosság változása | Lakosság változása | Lakosság változása | Lakosság változása | Lakosság változása | Lakosság változása | Lakosság változása | Lakosság változása | Lakosság változása |
| ------------------ | ------------------ | ------------------ | ------------------ | ------------------ | ------------------ | ------------------ | ------------------ | ------------------ | ------------------ | ------------------ | ------------------ | ------------------ | ------------------ | ------------------ | ------------------ |
| 1857               | 1869               | 1880               | 1890               | 1900               | 1910               | 1921               | 1931               | 1948               | 1953               | 1961               | 1971               | 1981               | 1991               | 2001               | 2011               |
| 803                | 766                | 843                | 999                | 1.169              | 1.184              | 1.103              | 1.163              | 1.091              | 1.112              | 1.078              | 993                | 643                | 421                | 255                | 172                |

## Nevezetességei
- A Gyógyító boldogasszony tiszteletére szentelt plébániatemploma 1887-ben épült helyi faragott kövekből. Homlokzatán egy körablak és két kisebb hosszúkás, félköríves záródású ablak látható. A homlokzatának, mely lényegében azonos a régebbi Szent György templommal, tetején kőkereszt áll. A főoltár a Szűzanya szobrával a félköríves apszisban helyezkedik el. A falmélyedésekben Jézus szíve, Szent József és Szent Antal szobrai láthatók. Az épületet 1998-banteljesen felújították. Harangtornya nincs, a két harang a templom melletti, különleges építésű halottasház pengefalában található. A templom körül temető van.
- Szent György tiszteletére szentelt temploma 1873-ban épült. Homlokzatán egy körablak és két kisebb hosszúkás, félköríves záródású ablak látható, tetején kőkereszt áll. Harangtornya nincs. A harang itt is hátul, a halottasház harangtornyában található. A félköríves apszisban  álló oltáron Szent György lovas szobra áll. A falmélyedésekben Szent István és Szűz Mária szobrai találhatók. Az épületet nemrégiben újították fel. Ennek során új márványoltárt és padozatot kapott. A templom körül temető van.
- Illír halomsírok találhatók Ruđež, Alević, Šapit, Jujnović, Lokvenjak településrészeken, valamint a plébániaház közelében is.